# Jan Jamróz

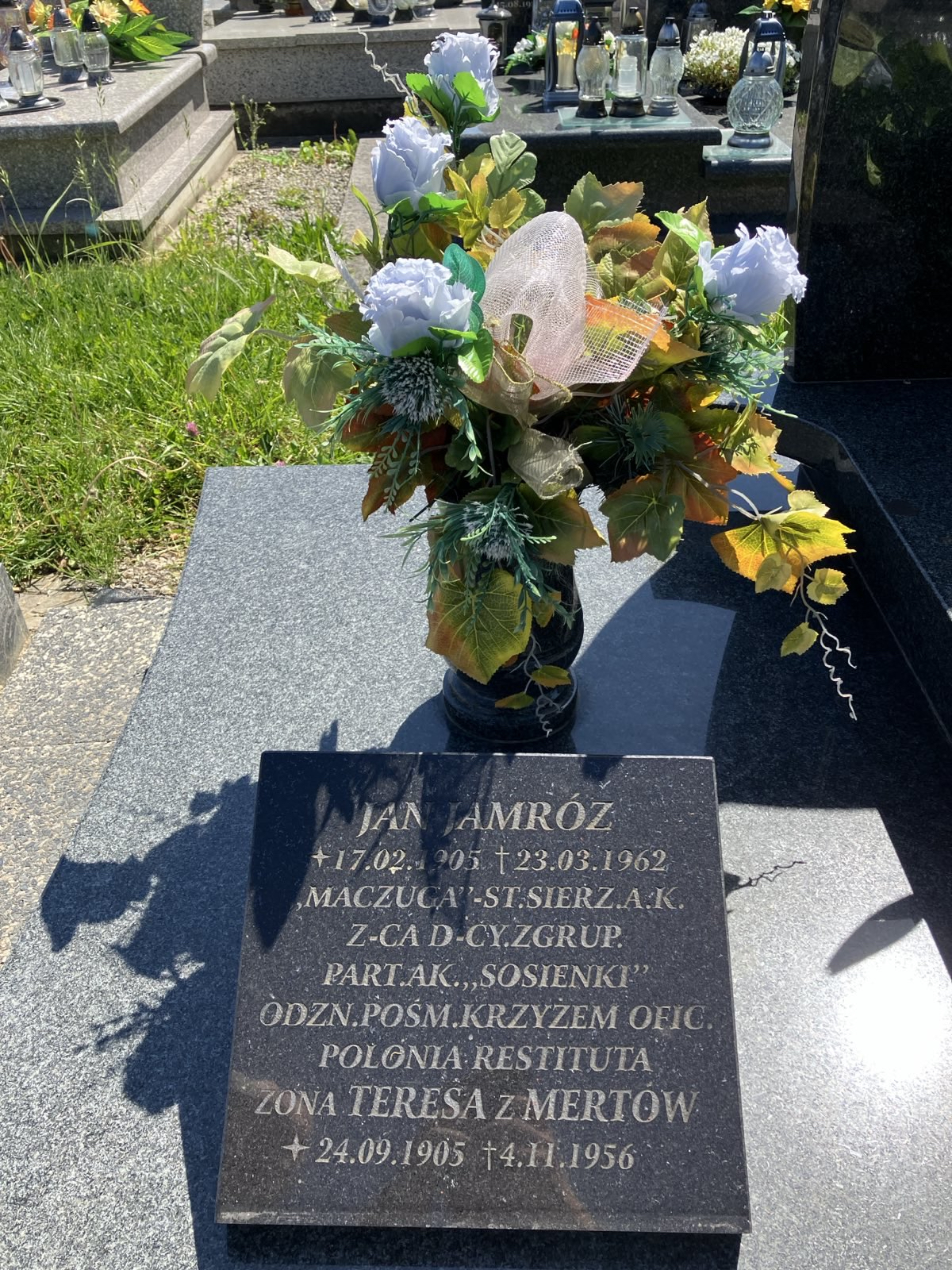
Grób Jana Jamroza na cmentarzu komunalnym w Bielanach (S2/R12/N19).

Jan Jamróz, ps. Maczuga (ur. 17 lutego 1905 w Bielanach zm. 23 marca 1962) – sierżant Armii Krajowej, dowódca drużyny dywersyjno-partyzanckiej Związku Walki Zbrojnej obwodu oświęcimskiego w Bielanach.

## Życiorys
Syn Jana Jamroza i Katarzyny z Krupińskich. W 1917 roku ukończył 3-klasową szkołę powszechną w Bielanach. Pracował następnie w kopalni węgla kamiennego w Brzeszczach. W wieku 20 lat wstąpił w związek małżeński z Teresą z Mertów. W 1926 roku wcielony został do służby czynnej Wojska Polskiego w 4 pułku strzelców podhalańskich w Cieszynie. W 1928 roku przeniesiony został do rezerwy w stopniu plutonowego. W październiku 1938 roku razem ze swoim pułkiem brał udział w akcji zaolziańskiej. Ogłoszona w ostatnich dniach sierpnia 1939 roku mobilizacja uzupełniająca uniemożliwiła mu udział w walkach wojny obronnej.

### Partyzancki pseudonim Maczuga
Nie godząc się z realiami okupacyjnymi, zaangażował się czynnie w działalność konspiracyjną, podejmując współpracę z kpt. Janem Barcikiem „Sołą” i przyjmując partyzancki pseudonim Maczuga. Wiosną 1940 roku objął dowództwo nad drużyną dywersyjno-partyzancką Związku Walki Zbrojnej obwodu oświęcimskiego, liczącą około 12 ludzi.
W wyniku rozbicia obwodu oświęcimskiego ZWZ/AK przez Gestapo w październiku 1942 roku drużyna Jamroza straciła sześciu żołnierzy. Po reorganizacji obwodu, wiosną 1943 roku awansowany został do stopnia sierżanta, objął jednocześnie stanowisko zastępcy dowódcy Zgrupowania Partyzanckiego „Sosienki”. Wspólnie z kpt. Janem Wawrzyczkiem przyjmował przysięgę od partyzantów w sosnowym młodniku w Bielanach, od którego oddział przyjął swoją nazwę. Po dokonaniu podziału zgrupowania na kompanie, „Maczuga” objął dowództwo nad pierwszą z nich, pełniąc nadal funkcję zastępcy dowódcy oddziału. Po kolejnej reorganizacji stanął na czele 3 „oświęcimskiej” kompanii OP „Sosienki”. Pracując w rodzinnej miejscowości u jednego z niemieckich gospodarzy nazwiskiem Cerkwas, bez wzbudzania podejrzeń w czasie prac gospodarskich organizował bunkry i ziemianki leśne oraz schrony w specjalnie spreparowanych w tym celu stertach słomy. W tych melinach znajdowali schronienie zarówno więźniowie-uciekinierzy z obozu Auschwitz, jak i zagrożeni dekonspiracją partyzanci. Jan organizował także przerzut osób do Generalnego Gubernatorstwa oraz do innych oddziałów partyzanckich. W działalność konspiracyjną zaangażował całą rodzinę, przenosząc do domu iście wojskowy dryl. Swój dom i zabudowania gospodarcze przeznaczył na miejsce czasowego przechowywania wycieńczonych więźniów i tzw. lotnego sztabu OP „Sosienki”. Brał udział w wielu akcjach partyzanckich, a jego podoficerskie doświadczenie było wysoko cenione przez kpt. Wawrzyczka. Zagrożony dekonspiracją i aresztowaniem, pod koniec 1944 roku opuścił Bielany, przenosząc się do innego oddziału, operującego w rejonie Kocierza, Międzybrodzia i Wielkiej Puszczy - OP AK „Garbnik”, gdzie dotrwał końca wojny.

### Aresztowanie i powrót do konspiracji
Po powrocie do Bielan wstąpił do odradzającego się pod kierownictwem Stanisława Mikołajczyka Polskiego Stronnictwa Ludowego. W kwietniu 1945 roku został zatrzymany przez NKWD wraz z innymi mieszkańcami Bielan i przewieziony do aresztu w Dziedzicach. Zwolniony, przeszedł znowu do konspiracji, kiedy Urząd Bezpieczeństwa (UB) zaczął interesować się jego wojenną działalnością. Bezpieka rozpoczęła wówczas inwigilowanie rodziny Jana Jamroza. Funkcjonariusze UB razem z lokalnymi działaczami partyjnymi nachodzili dom „Maczugi”, stosując nawet w stosunku do członków jego rodziny formy aresztu domowego, licząc na jego schwytanie.
Jan skutecznie unikał aresztowania przez 3 lata, ukrywając się początkowo w Dusznikach-Zdroju, a po powrocie w piwnicy domu u Jedlińskich lub w schowku, który wielokrotnie w okresie okupacji ratował życie partyzantom „Sosienek” i więźniom obozu. Kierując się doświadczeniem konspiracyjnym nigdy na noc nie pozostawał w domu.
Działał w grupie Franciszka Ruska, która wchodziła w skład zgrupowania Narodowych Sił Zbrojnych (NSZ) kapitana Henryka Flamego „Bartka”.

### Nowy początek
Ujawnił się 11 marca 1947 roku (Amnestia w 1947 roku). Urząd Bezpieczeństwa nie przestał jednak interesować się jego osobą, nadal stosując obserwację przez podstawione osoby. Jan otrzymał pracę w Gminnej Spółdzielni w Kętach, gdzie pozostawał pod stałym nadzorem działaczy partyjnych.
Zmarł 23 marca 1962 roku. Pochowany na cmentarzu komunalnym w Bielanach (S2/R12/N19).

## Najważniejsze fakty z działalności konspiracyjnej
Działalność Jana Jamroza „Maczugi” była częścią szeroko zakrojonych operacji dywersyjnych prowadzonych przez Armię Krajową na terenie Podbeskidzia, co zostało szczegółowo udokumentowane w opracowaniu Inspektorat bielski ZWZ–AK w latach 1939–1945 i istotnym uczestnikiem konspiracyjnych i partyzanckich działań na Śląsku i w okolicach Oświęcimia w czasie okupacji niemieckiej.

### Formy i metody walki konspiracyjnej
Rozwinięcie poniższych informacji znajduje się w:.

#### Działalność konspiracyjna i wojskowa:
- Na przełomie 1941 i 1942 roku Jan Jamróz utworzył własną grupę partyzancką, działającą w rejonie Bielany - Brzeszcze, która została nazwana „Maczuga” (od jego pseudonimu).
- W 1943 roku jego grupa została połączona z grupami „Marusza” i „Kańczuga” w ramach nowo powstałego oddziału „Sosienki”.
- Dowódcą całego oddziału „Sosienki” został kpt. Jan Wawrzyczek „Danuta”.
- Oddział „Sosienki” był jednym z najbardziej aktywnych i niebezpiecznych dla okupanta — wykonywał działania sabotażowe, dywersyjne, likwidował konfidentów oraz wspierał konspirację w obozie koncentracyjnym Auschwitz III – Monowitz (Buna-Werke).

#### Rola w „Sosienkach”:
- Po utworzeniu zjednoczonego oddziału „Sosienki” Jan Jamróz objął dowództwo jednej z trzech jego grup.

- Pozostałymi grupami dowodzili:
  - Eugeniusz Jedliński „Gienek”
  - Antoni Szlachcic „Laura”

- Oddział działał intensywnie w pobliżu Oświęcimia, m.in.:
  - utrzymując kontakty z konspiracją wewnątrz KL Auschwitz,
  - pomagając w ucieczkach więźniów,
  - przekazując leki, żywność i materiały dla więźniów politycznych,
  - prowadząc działania sabotażowe i dezorganizujące niemieckie zaplecze przemysłowe i kolejowe.

#### Charakterystyka działań:
- Oddział miał charakter partyzancki i dywersyjny.
- Wyróżniał się dużą odwagą i brawurą – np. członkowie grupy „Maczuga” często prowadzili akcje przebrani w mundury SS, działając otwarcie na oczach Niemców, co dezorientowało i demoralizowało przeciwnika.
- Jan Jamróz i jego ludzie brali udział w brawurowej akcji likwidacyjnej Ottona Lischkego, komendanta podobozu Auschwitz III (Monowitz). Partyzanci, przebrani za oficerów SS, zwabili Lischkego pod pretekstem wspólnej libacji do lasów jarząbkowickich, gdzie po przesłuchaniu został powieszony.
- Grupa „Maczuga” uczestniczyła również w zabezpieczaniu i przejmowaniu zrzutów broni, wspierała miejscową ludność, oraz brała udział w działaniach wywiadowczych i represyjnych wobec niemieckich kolaborantów i agentów Gestapo.

### Akcja „Cisza”
We wrześniu 1944 roku Jan Jamróz uczestniczył w ważnej naradzie konspiracyjnej dotyczącej przygotowania operacji pod kryptonimem „Cisza”. Spotkanie to miało miejsce w domu rodziny Bielasów na Bielańskich Brzegach. Celem akcji było zorganizowanie buntu więźniów w obozie koncentracyjnym Auschwitz-Birkenau oraz umożliwienie ich masowej ucieczki.
W naradzie wzięli udział przedstawiciele różnych ugrupowań konspiracyjnych: Armii Krajowej (AK), Armii Ludowej (AL), lokalnego ruchu oporu oraz pszczyńskich oddziałów partyzanckich. Całością operacji dowodził major Wawrzyczek „Danuta”. Początkowo akcję zaplanowano na drugą niedzielę września 1944 roku, lecz w związku z niekorzystnymi okolicznościami oraz problemami technicznymi termin przesunięto.
Pomimo intensywnych przygotowań, obejmujących m.in. gromadzenie broni, materiałów wybuchowych oraz opracowanie szczegółowego planu logistycznego, akcja nigdy nie doszła do pełnej realizacji. Ostatecznie została udaremniona przez niemieckie służby bezpieczeństwa, które podjęły natychmiastowe środki zapobiegawcze, wprowadzając na terenie obozu wzmożone środki ostrożności po nieudanej próbie samodzielnej ucieczki więźniów.

## Odznaczenia
W dniu 11 listopada 2008 roku (46 l.p.ś.) decyzją Prezydenta RP Lecha Kaczyńskiego, Jan Jamróz „Maczuga” został pośmiertnie odznaczony Krzyżem Oficerskim Orderu Odrodzenia Polski za wybitne zasługi dla niepodległości Rzeczypospolitej Polskiej. 

## Upamiętnienie
W hołdzie żołnierzom Armii Krajowej oddziału „Sosienki” postawiono pomnik, którego odsłonięcie miało miejsce 27 września 2006 na Placu Świętego Macieja 8 w Bielanach.
Dzieje i pamięć o tym oddziale były wielokrotnie przywoływane na łamach Kroniki Beskidzkiej, a także opisywane w publikacjach takich jak artykuł M. Szafrańskiego o pomocy mieszkańców Oświęcimia dla więźniów KL Auschwitz, wpis A.K. Zgorzelca ukazujący losy oddziału „Sosienki” w kontekście przemilczeń czasów PRL oraz reportaż poświęcony Janowi Jamrozowi, chroniącemu uciekinierów z Auschwitz.
Historię „Sosienek” przedstawiono również w fabularyzowanym filmie dokumentalnym Niezłomni. Pod drutami Auschwitz. W 2016 roku ukazała się monografia oddziału „Sosienki” pt. Niezłomni z oddziału „Sosienki” autorstwa Marcina Dziubka wydana przez Stowarzyszenie Auschwitz Memento.